# Kathleen Freeman
Kathleen Freeman (alternativ: Katherine Freeman) (* 17. Februar 1923 in Chicago, Illinois; † 23. August 2001 in New York City) war eine US-amerikanische Schauspielerin.

## Leben und Karriere
Kathleen Freeman sammelte zunächst Bühnenerfahrungen, ehe sie ab 1948 regelmäßig Nebenrollen in Hollywood-Filmen übernahm. Da ihr Äußeres nie den Vorstellungen einer klassischen Hollywood-Schönheit entsprach, verlegte sie sich bereits in jungen Jahren vor allem auf matronenhafte Charaktere wie Mütter, Sekretärinnen, Dienstmädchen, Nachbarinnen, Krankenschwestern oder alte Jungfern – fast immer brachten ihre Figuren etwas Komik mit sich. Zunächst blieben die meisten ihrer Filmrollen klein, allerdings hatte sie einen markanten Auftritt als unter ihrer Schülerin Lina Lamont leidende Sprachlehrerin Phoebe Dinsmore im Musicalklassiker Singin’ in the Rain (1952). Parallel begann sie in den 1950ern in dem aufstrebenden Medium Fernsehen zu spielen und erhielt dort feste Rollen in den Serien Topper und Mayor of the Town, die ihr im Vergleich zu ihren eher kurzen Filmauftritten die Chance zu substanzielleren Darbietungen boten.
In den 1960er-Jahren wurde Freeman für Jerry Lewis das, was Margaret Dumont für Groucho Marx war, nämlich eine Art Markenzeichen. Sie übernahm komische Nebenrollen in insgesamt zwölf Filmen mit Lewis in der Hauptrolle, darunter etwa Der verrückte Professor oder Der Tölpel vom Dienst. Dabei verkörperte sie oftmals strenge Frauen, vor denen Lewis’ Figuren weich und ängstlich daherkamen. Auch im Verlauf ihrer späteren Karriere wurden Freemans Dienste vor allem für Filmkomödien gebraucht, in denen sie scharfzüngige oder dominante Figuren, die oftmals keinen Spaß verstanden, darstellte. Einem breiten Publikum wurde sie auch durch die Rolle der gestrengen Schwester Maria Stigmata in der Filmkomödie Blues Brothers aus dem Jahr 1980 bekannt, die sie ebenfalls in der weniger erfolgreichen Fortsetzung Blues Brothers 2000 von 1998 darstellte. In Joe Dantes Gremlins 2 – Die Rückkehr der kleinen Monster gab Freeman 1990 die Fernsehköchin Marge. In Die nackte Kanone 33⅓ verkörperte sie 1994 an der Seite von Leslie Nielsen die ebenfalls kriminelle Mutter eines Schwerverbrechers. Ihre letzte Mitwirkung an einem Kinofilm war 2001 der Animationsfilm Shrek – Der tollkühne Held, in dem sie eine kleine Sprecherinnenrolle hatte.
Freeman blieb über die Jahrzehnte ein viel gebuchter Gaststar im US-Fernsehen, darunter in Serienklassikern wie Ein Käfig voller Helden, Bezaubernde Jeannie, Bonanza, Kojak – Einsatz in Manhattan, Golden Girls, ALF, Unser lautes Heim, MacGyver und Hör mal, wer da hämmert. In der Serie Eine schrecklich nette Familie war sie in fünf Folgen in einer Sprecherinnenrolle als Mutter von Peg Bundy am Telefon zu hören. Eine seltene Serienhauptrolle hatte sie von 1973 bis 1974 in der kurzlebigen Sitcom Lotsa Luck, in der sie in einer für sie typischen Rolle die kommandierende Mutter eines von Dom DeLuise gespielten Junggesellen verkörperte. Insgesamt umfasste Freemans filmisches Schaffen von 1948 bis zu ihrem Tod mehr als 300 Film- und Fernsehproduktionen.
Noch bis wenige Tage vor ihrem Tod stand Freeman in dem Musical The Full Monty am Broadway auf der Bühne, für ihre Darstellung in dem Musical hatte sie eine Nominierung für den Tony Award erhalten. Sie starb im August 2001 im Alter von 78 Jahren an Lungenkrebs. Überlebt wurde sie von ihrer langjährigen Lebensgefährtin Helen Ramsey.

## Filmografie (Auswahl)

### Kino
- 1948: Stadt ohne Maske (The Naked City)
- 1948: Casbah – Verbotene Gassen (Casbah)
- 1949: Annie Was a Wonder (Kurzfilm)
- 1949: Mr. Belvedere kann alles besser (Mr. Belvedere Goes to College)
- 1949: Die Geschichte der Molly X (The Story of Molly X)
- 1950: Entgleist (No Man of Her Own)
- 1950: Das Todeshaus am Fluß (House by the River)
- 1950: Inspektor Goddard (Appointment with Danger)
- 1950: Das Raubtier ist los! (The Reformer and the Redhead)
- 1950: Once a Thief
- 1950: Einsame Herzen (Lonely Heart Bandits)
- 1950: Mein Leben gehört mir (A Life of Her Own)
- 1951: Auf Bewährung freigelassen (The Company She Keeps)
- 1951: Grund zur Aufregung (Cause for Alarm!)
- 1951: Cry Danger
- 1951: Ein Platz an der Sonne (A Place in the Sun)
- 1951: Gangster unter sich (Behave Yourself!)
- 1951: Come Fill the Cup
- 1951: Let’s Make It Legal
- 1951: Höllenreiter der Nacht (The Wild Blue Yonder)
- 1952: Die größte Schau der Welt (The Greatest Show on Earth)
- 1952: Die süße Falle (Love Is Better Than Ever)
- 1952: Du sollst mein Glücksstern sein (Singin’ in the Rain)
- 1952: Mädels ahoi (Skirts Ahoy!)
- 1952: Fünf Perlen (O. Henry’s Full House)
- 1952: Liebling, ich werde jünger (Monkey Business)
- 1952: Im Schatten der Krone (The Prisoner of Zenda)
- 1952: Stadt der Illusionen (The Bad and the Beautiful)
- 1953: Zurück am Broadway (She’s Back on Broadway)
- 1953: Du und keine andere (Dream Wife)
- 1953: Das gläserne Netz (The Glass Web)
- 1954: Über den Todespaß (The Far Country)
- 1954: Athena
- 1954: Im Zirkus der drei Manegen (3 Ring Circus)
- 1955: Maler und Mädchen (Artists and Models)
- 1955: Und morgen werd’ ich weinen (I’ll Cry Tomorrow)
- 1957: Der Tod war schneller (The Midnight Story)
- 1957: Die Attacke am Rio Morte (Pawnee)
- 1958: Ihr Leben war ein Skandal (Too Much, Too Soon)
- 1958: Die Fliege (The Fly)
- 1958: Hausboot (Houseboat)
- 1958: König der Freibeuter (The Buccaneer)
- 1960: Land der tausend Abenteuer (North to Alaska)
- 1961: Ich bin noch zu haben (The Ladies Man)
- 1961: Der Bürotrottel (The Errand Boy)
- 1962: Wilde Ernte (Wild Harvest)
- 1963: Der verrückte Professor (The Nutty Professor)
- 1963: Der Ladenhüter (Who’s Minding the Store?)
- 1964: Die Heulboje (The Patsy)
- 1964: Der Tölpel vom Dienst (The Disorderly Orderly)
- 1965: Nebraska (The Rounders)
- 1965: Das Schlafzimmer ist nebenan (That Funny Feeling)
- 1965: Dreimal nach Mexiko (Marriage on the Rocks)
- 1966: Drei auf einer Couch (Three on a Couch)
- 1967: Point Blank
- 1969: Auch ein Sheriff braucht mal Hilfe (Support Your Local Sheriff!)
- 1969: Jerry, der Herzpatient (Hook, Line & Sinker)
- 1969: Frank Patch – Deine Stunden sind gezählt (Death of a Gunfighter)
- 1969: Die Letzten vom Red River (The Good Guys and the Bad Guys)
- 1970: Abgerechnet wird zum Schluss (The Ballad of Cable Hogue)
- 1970: Myra Breckinridge – Mann oder Frau? (Myra Breckinridge)
- 1970: Wo, bitte, geht’s zur Front? (Which Way to the Front?)
- 1971: Latigo (Support Your Local Gunfighter)
- 1972: Jede Stimme zählt (Stand Up and Be Counted)
- 1972: Wo tut’s weh? (Where Does It Hurt?)
- 1972: Roller-Fieber (Unholy Rollers)
- 1973: Zwei auf krummer Tour (Your Three Minutes Are Up)
- 1973: Der Clou (The Sting)
- 1975: Der Retorten-Goliath (The Strongest Man in the World)
- 1978: Die Nordmänner (The Norseman)
- 1980: Blues Brothers (The Blues Brothers)
- 1981: Herzquietschen (Heartbeeps)
- 1986: Rocket Man (The Best of Times)
- 1986: Angst und Einsamkeit (Inside Out, Stimme)
- 1986: Heiße Hasenjagd (The Malibu Bikini Shop)
- 1987: Schlappe Bullen beißen nicht (Dragnet)
- 1987: Die Reise ins Ich (Innerspace)
- 1987: Casanova Junior (In the Mood)
- 1987: Teenwolf II (Teen Wolf Too)
- 1989: Ein himmlischer Liebhaber (Chances Are)
- 1990: Gremlins 2 – Die Rückkehr der kleinen Monster (Gremlins 2: The New Batch)
- 1991: Der Giftzwerg (Dutch)
- 1992: FernGully – Christa und Zaks Abenteuer im Regenwald (FernGully: The Last Rainforest, Stimme)
- 1992: Wer erben will, muß zahlen (Nickel & Dime)
- 1993: Robin Hood Junior (Reckless Kelly)
- 1993: Hocus Pocus
- 1994: Die nackte Kanone 33⅓ (Naked Gun 33⅓: The Final Insult)
- 1996: Traumfrau verzweifelt gesucht (…At First Sight)
- 1997: Hercules (Stimme)
- 1998: Blues Brothers 2000
- 1998: Richie Rich – Die Wunschmaschine (Richie Rich’s Christmas Wish)
- 1998: Eine wüste Bescherung (I’ll Be Home for Christmas)
- 1999: Die Windel-Gang (Baby Geniuses)
- 2000: Ready to Rumble
- 2000: Familie Klumps und der verrückte Professor (Nutty Professor II: The Klumps)
- 2001: Joe Dreck (Joe Dirt)
- 2001: Shrek – Der tollkühne Held (Shrek, Stimme)

### Fernsehen
- 1952: Our Miss Brooks (1 Folge)
- 1953–1954: Topper (19 Folgen)
- 1953–1956: Ihr Star: Loretta Young (Letter to Loretta, 6 Folgen)
- 1954: Mayor of the Town (39 Folgen)
- 1955–1958: Alle lieben Bob (The Bob Cummings Show, 7 Folgen)
- 1956: Vater ist der Beste (Father Knows Best, 1 Folge)
- 1958: Lassie (1 Folge)
- 1959–1963: 77 Sunset Strip (4 Folgen)
- 1959–1964: Mutter ist die Allerbeste (The Donna Reed Show, 4 Folgen)
- 1962: Tausend Meilen Staub (Rawhide, 1 Folge)
- 1962: Am Fuß der blauen Berge (Laramie, 1 Folge)
- 1962: Mr. Ed (Mister Ed, 1 Folge)
- 1963/1965: Alfred Hitchcock zeigt (The Alfred Hitchcock Hour, 2 Folgen)
- 1963–1970: The Beverly Hillbillies (6 Folgen)
- 1964: Hoppla Lucy! (The Lucy Show, 5 Folgen)
- 1964/1965: The Dick Van Dyke Show (2 Folgen)
- 1966–1971: Ein Käfig voller Helden (Hogan’s Heroes, 4 Folgen)
- 1967: Meine drei Söhne (My Three Sons, 1 Folge)
- 1967: Der Chef (Ironside, 1 Folge)
- 1967: Solo für O.N.C.E.L. (The Man from U.N.C.L.E., 2 Folgen)
- 1967/1968: Bezaubernde Jeannie (I Dream of Jeannie, 2 Folgen)
- 1967/1970: Bonanza (2 Folgen)
- 1968: Batman (1 Folge)
- 1968: Daniel Boone (1 Folge)
- 1969: Bill Cosby (The Bill Cosby Show, 1 Folge)
- 1969: Der Geist und Mrs. Muir (The Ghost & Mrs. Muir, 1 Folge)
- 1969–1972: Wo die Liebe hinfällt (Love American Style, 4 Folgen)
- 1971: Viel Lärm um Sandy (Funny Face, 12 Folgen)
- 1972: Cannon (1 Folge)
- 1973–1974: Lotsa Luck (22 Folgen)
- 1977: Kojak – Einsatz in Manhattan (Kojak, 1 Folge)
- 1978: Make-up und Pistolen (Police Woman, 1 Folge)
- 1980: CHiPs (1 Folge)
- 1985: After MASH (1 Folge)
- 1985/1988: Simon & Simon (2 Folgen)
- 1988: Alf (Folge 3x11 Cousin Blinky)
- 1988/1990: Der Hogan-Clan (The Hogan Family, 2 Folgen)
- 1988–1990: Unser lautes Heim (Growing Pains, 5 Folgen)
- 1989: L.A. Law – Staranwälte, Tricks, Prozesse (L.A. Law, 1 Folge)
- 1989–1990: DuckTales – Neues aus Entenhausen (DuckTales, 10 Folgen, Sprechrolle)
- 1990: Golden Girls (The Golden Girls, 1 Folge)
- 1991: Mein Vater ist ein Außerirdischer (Out of This World, 1 Folge)
- 1991: Geschichten aus der Gruft (Tales from the Crypt, 1 Folge)
- 1991: Beverly Hills, 90210 (1 Folge)
- 1991: Liebe auf Lebenszeit (Sons and Daughters, 2 Folgen)
- 1991: Matlock (2 Folgen)
- 1991: MacGyver (1 Folge)
- 1993/1994: Phenom – Das Tenniswunder (Phenom, 2 Folgen)
- 1995: Renegade – Gnadenlose Jagd (Renegade 1 Folge)
- 1995: Eine schrecklich nette Familie (Married... with Children, 5 Folgen, Sprechrolle)
- 1996: Immer Ärger mit Dave (Dave’s World, 1 Folge)
- 1996: Roseanne (2 Folgen)
- 1996: Emergency Room – Die Notaufnahme (ER, 1 Folge)
- 1998: Hör mal, wer da hämmert (Home Improvement, 1 Folge)
- 1998: Clueless – Die Chaos-Clique (Clueless, 1 Folge)
- 1999: Caroline in the City (2 Folgen)
- 2000: Liebling, ich habe die Kinder geschrumpft (Honey, I Shrunk the Kids: The TV Show, 1 Folge)
- 2000–2003: Gingers Welt (As Told by Ginger, 14 Folgen, Sprechrolle)